# Mirmo!
Mirmo de Pon! (ミルモでポン!, Mirumo de Pon!) és una serie manga creada per Hiromu Shinozuka i serialitzada a la Ciao magazine del Juliol del 2001 dins al desembre de 2005. També va ser publicada en dotze volums per l'editorial Shogakukan. La sèrie de manga va ser guardonada amb el Premi Kodansha al millor manga el 2003 i el Premi de manga Shogakukan el 2004 en la secció de manga infantil.
Una sèrie d'anime anomenada Wagamama Fairy: Mirumo de Pon! (わがまま☆フェアリー ミルモでポン!, Selfish Fairy: Mirmo de Pon!) Studio Hibari va ser adaptat del manga. Es va estrenar al Japó a TV Tokyo el 6 d'abril de 2002 i va durar 172 capítols fins al 27 de setembre de 2005. La sèrie d'anime també està llicenciada per Viz Media per a un llançament en anglès a Amèrica del Nord i per ShoPro Entertainment, com Mirmo! .

## Argument
Temporada 1
El protagonista de les fades és una fada de l'amor anomenada Mirmo (Mirumo en la versió japonesa). Kaede Minami és la protagonista humana i una alegre i enèrgica alumna de vuitè que és tímida al voltant dels seus companys de classe masculins, cosa que li fa difícil sortir. Un dia, de tornada a casa de l'escola, entra a una misteriosa botiga i compra una tassa de cacau blava. Quan arriba a casa, mira a la part inferior de la tassa i descobreix una nota gravada que diu: "Si llegiu aquest missatge en veu alta mentre aboqueu cacau calent a la tassa, apareixerà una fada de l'amor (" muglox ") que us concedirà tots els desitjos ". L'escèptica però curiosa Kaede segueix les indicacions i anuncia el seu desig de sortir amb Dylan Yuki (Setsu Yuuki en la versió japonesa), el seu amor. Arriba Mirmo. Al principi li té por, però després entén que ell és un muglox. Kaede aviat esbrina que Mirmo prefereix menjar xocolata i crear malifetes abans que ajudar a Kaede.
Mirumo és un príncep del món muglox. Mirat davant la perspectiva d'haver de casar-se amb Rima (Rirumu en la versió japonesa), la seva futura princesa, Mirmo va escapar del món muglox. Tanmateix, calenta Rima, Yatch (Yashichi en la versió japonesa), el caçador de recompenses, Mulu (Murumo; germà de Mirmo), i molts altres muglox també. Els vilans de la primera temporada són la banda Warumo, una banda de criminals que planeja enderrocar el regne Marumo. Tot i que són vilans, en realitat no són dolents; només treuen bromes infantils i es desmaien després d'escoltar un malvat pla. Al final de la temporada, Akumi dona a Warumo Gang una esfera del temps, amb la qual juguen i accidentalment, fent que el món muglox es congeli. Mirmo, Mulu, Rima, Yatch i els seus socis salven el món muglox fent ballar les fades davant d'una porta màgica (que li permet obrir-se) i fent que els socis trobin l'ocell màgic que va volar a la porta per escapar de ser capturat. per ells.
Temporada 2
En aquesta temporada, un nou estudiant de transferència anomenat Saori arriba a l'escola de Kaede. El vilà Darkman, creat per la foscor dels cors humans, intenta ressuscitar-se. Influeix en la ment d'Akumi i de la colla Warumo. La màgia de sessió s’introdueix per a la màgia de dues persones, i cada combinació de persones produeix màgia diferent. Darkman controla Saori i utilitza la seva flauta per controlar les emocions dels pobles. Després és derrotat per Golden Mirmo, el resultat de la sessió de màgia de tres persones. Amb l'ajut de Nezumi / Rato, ressuscita fins que la màgia de sessió de quatre persones del muglox li dona a Saori el poder de derrotar a Darkman. Els dos mons estan separats fins que els muglox i l'amistat de les seves parelles els reuneixen. Saori va a Alemanya a estudiar música amb Akumi com a nova parella.
Temporada 3
En aquesta temporada, un robot pop, Tako, convenç a la colla perquè busqui els llegendaris set cristalls extrets per diferents emocions. Després de recollir-ho tot, la colla s’enfronta a set proves. Mirmo ha de passar aquestes proves perquè els cristalls s’uneixin i formin un penjoll. Tako ho roba per salvar la seva xicota i la seva terra. Al final, triomfen i Tako es converteix en rei de la terra cristallina.
Temporada 4
Es presenten dos personatges nous, Koichi i Haruka. Koichi té enamorat de Kaede i Haruka és l'amic de la infància de Setsu que vol ser dibuixant. La seva parella Panta és un muglox fantasma. Gràcies a Azumi, Kaede i Koichi es besen. A més, Koichi li va confessar a Kaede després que Kaede va estar tot un dia ajudant-lo a confessar que no sabia que era ella. Setsu comença a enamorar-se de Kaede, i Koichi s'adona que no té raó per Kaede i renuncia a ella. Després que Haruka li digui a Dylan que l'estima, ell la tria per Kaede. Haruka s'adona que el veritable amor de Dylan és Kaede i renuncia a ell. Dylan li diu a Kaede que l'estima i es converteixen en parella; El desig de Kaede es compleix. Mirmo ha de marxar en una hora o passarà alguna cosa terrible, cosa que fan la colla de Warumo. Mirmo perd tots els records de Kaede i es converteix en un conill. Kaede torna els seus records i torna a la normalitat.

## Personatges
Els personatges principals de Mirmo! són mugloxes, o fades de l'amor, i quatre adolescents humans. Al muglox Mirmo se li ha assignat la tasca de concedir els desitjos de Kaede Minami, tot i que passa la major part del temps menjant xocolata i fugint de Rima, una muglox femenina assignada a Setsu Yuki, el noi de Kaede està enamorat. Yasichi, l'arxival muglox de Mirmo, és assignat a Azumi Hidaka, una noia que també estima Setsu i té enveja de Kaede. El germà de Mirmo, Murumo, és assignat a Kaoru Matsutake, un noi que s’enamora de Kaede. Les fades muglox fan servir instruments musicals com a eines màgiques. Més endavant, dos nous personatges, Koichi Sumita i Haruka Morishita, entren a la carrera de l'amor pels cors de Setsu i Kaede. També tenen els seus propis socis muglox: Popii i Panta.

## Mitjans de comunicació

### Manga
Mirmo! va ser publicat per Shogakukan a la revista Ciao del 2001 al 2006 i recollit en 12 volums tankōbon.

### Anime
La sèrie es va adaptar com una sèrie d'anime de 172 episodis emesa al Japó a TXN des d'abril de 2002 fins a setembre de 2005.

#### Temporada 1
- Episodi 1 - Ha arribat la fada Mirumo.
- Episodi 2 - Amor de Rirumu! ?
- Episodi 3 - Coneix a Ninja Yashichi!
- Episodi 4 - La dieta màgica de Kaede
- Episodi 5: La gran aventura de Mini Mini Kaede
- Episodi 6 - L'amor es va endur?
- Episodi 7 - Reparem l'amor
- Episodi 8 - Mirumo contra Murumo
- Episodi 9 - Super Obochama, Matsutake-kun
- Episodi 10 - La batalla dels quatre racons de l'amor
- Episodi 11 - El pare ve i torna immediatament.
- Episodi 12 - Rirumu i Mogu-chan i. . .
- Episodi 13 - Un dia molt cansat
- Episodi 14 - El fracàs de Mirumo! ?
- Episodi 15 - Això és dolent! El grup Warumo
- Episodi 16 - Kaede, a la ciutat natal de Mirumo. . .
- Episodi 17 - Regal de la tribu Gaia
- Capítol 18 - Estiu! El mar! Sóc Matsutake!
- Episodi 19 - Focs artificials i màgia i avi
- Capítol 20 - Mirumo, pots encabir-hi? ?
- Episodi 21 - Atrapats a la mansió encantada! ?
- Episodi 22 - El primer amor de Yashichi
- Episodi 23 - La predicció de les fades de Rirumu
- Episodi 24 - La dent decaiguda de Murumo
- Episodi 25: fins i tot és greu. La colla de Warumo
- Capítol 26 - Rescateu la ciutat natal de Mirumo.
- Episodi 27 - Anem a l'escola de les fades
- Episodi 28: fes el possible per al Double Athletic Meet
- Episodi 29 - El dia important de Rirumu
- Episodi 30 - Què, Mirumo forma part de la colla de Warumo! ?
- Episodi 31 - És Kinta!
- Episodi 32 - El rival de Murumo, Papi
- Episodi 33 - Adéu, Azumi
- Episodi 34 - L'extermini de dimonis de Mumotaro
- Episodi 35 - Estrella de cinema? Yuuki-kun
- Episodi 36 - Mirumo ha estat capturat.
- Episodi 37 - Mirumo contra Mekamirumo
- Episodi 38 - Deixa-ho a Oiratachi!
- Episodi 39 - Nandakawakannaino?
- Episodi 40 - Esdeveniment de xocolata de les muntanyes de la neu
- Episodi 41 - La fada Sugoroku es troba
- Episodi 42 - Mikan i Kotashi
- Episodi 43 - Kinta, de nou!
- Episodi 44 - Tot el millor! Fades
- Episodi 45 - L'amor a través de la xocolata d'Oto? -
- Episodi 46 - Notícies, 3 filles
- Episodi 47 - És així?
- Episodi 48 - La nota del doodle de la fada
- Episodi 49 - Tocant la lluita de Matsutake!
- Episodi 50 - Derrota Mirumo del passat!
- Episodi 51 - El món de les fades que s'ha aturat en el temps

#### Temporada 2
- Capítol 52 - Mou-te! La ciutat natal de Mirumo
- Episodi 53 - Marakasu ha estat destruït! ?
- Episodi 54 - Estudiant de transferència misteriosa, Shiori
- Episodi 55 - El germà de Hidaka-san?
- Episodi 56 - Cake Talk
- Episodi 57 - Una flor anomenada Rirumu
- Episodi 58 - Mirumo i el vaixell de Murumo
- Episodi 59 - El grup Warumo finalment es va dissoldre! ?
- Episodi 60 - Les coses de Murumo
- Episodi 61 - Risaitaru perillós
- Episodi 62 - Kinta i Ponta
- Episodi 63 - Senyora, sóc Kabi!
- Episodi 64 - En qualsevol cas, és màgia poderosa (primera part)
- Capítol 65 - En qualsevol cas, és màgia poderosa (segona part)
- Capítol 66 - Un o tots dos?
- Episodi 67 - La falla de qui
- Episodi 68 - Super Sister, Momo-chan
- Episodi 69 - Amics importants
- Episodi 70 - Confinat amb els animals
- Episodi 71 - Ho sento
- Episodi 72 - Si us plau, coneix a Yamane
- Episodi 73 - Ens retirem?
- Episodi 74 - La recerca de Bouchama, misteri de l'espasa de Perapera
- Episodi 75 - Protegiu la base secreta.
- Episodi 76 - Anem a l'estació de televisió!
- Episodi 77 - El renaixement de Daaku
- Episodi 78 - Mirumo daurat! ?
- Episodi 79 - Hola, sóc Mirumo!
- Episodi 80 - Shiiru és Haruna
- Episodi 81 - La manera de fer-se amic de les fades
- Episodi 82 - Concert de fades
- Episodi 83 - Càrrega! La cursa del desert
- Episodi 84 - Shakebi salvatge
- Episodi 85 - La fada honesta, Mirumo?
- Episodi 86 - Tragèdia del clan Kokanemochi
- Episodi 87 - Attack, Rrrrecive
- Episodi 88 - Rellotge de pal de fades ~ Capítol 1 ~
- Episodi 89 - Rellotge de pal de fades ~ Capítol final ~
- Episodi 90 - Història de la princesa Kaederara
- Episodi 91 - Aixeca't! Warumo Kids
- Episodi 92 - Els 30 minuts de cuina de Rirumu i Akumi
- Episodi 93 - Fada enamorada
- Capítol 94 - Super perillós! Botiga Mimomo
- Episodi 95 - Proposta de llamps de la fada M ?
- Capítol 96 - Cal veure! Les fades fan un viatge Onsen
- Episodi 97 - Doki! Cita amb Shiori
- Episodi 98 - Amistat que es va convertir en Parapara
- Episodi 99 - Fira de la música pudent
- Episodi 100 - El meu nom és Daaku
- Episodi 101 - Melodia que salva el món
- Episodi 102 - Adéu Mirumo. .. Ahh!

#### Temporada 3
- Episodi 103 - Comença des de Tako
- Episodi 104 - És realment Carl
- Episodi 105 - M'agrada P Man
- Episodi 106 - El nostre tresor
- Episodi 107 - La roca no es pot trencar
- Episodi 108 - Fada Ninja! Batalla de Garagara
- Capítol 109 - És realment Doji! El grup Warumo
- Episodi 110: aquest tipus d'amor, aquest tipus d'amor
- Episodi 111 - Tako's Crystal Battle
- Capítol 112 - La fada!
- Episodi 113 - Córrer, saltar i després nedar
- Episodi 114 - Objectiu de les llàgrimes
- Episodi 115 - Com és el Calamar?
- Capítol 116 - Catorze-Amor
- Episodi 117 - Quiz: cerca els nens de Warumo!
- Episodi 118 - Baramo ha arribat! ?
- Episodi 119 - Akumi i Shiori
- Capítol 120 - Llegenda de Rorerai
- Episodi 121 - No diguis la maldícia! !
- Episodi 122 - Síndria i piscina
- Episodi 123 - El pastís s’esfondra
- Episodi 124 - Adéu, Kikuki-kun
- Capítol 125 - El duel més fort! Aishi contra Koishi
- Capítol 126 - D'acord! Yoimo Gang
- Episodi 127 - Els conills fan por
- Episodi 128 - La ciutat natal de Tako
- Episodi 129 - Kaede, Motetemoote
- Capítol 130 - Està bé que Incho es converteixi en el cap del comitè?
- Episodi 131 - Vols convertir-te en una dona
- Episodi 132 - És Afro, és Satoru, és P Man!
- Episodi 133 - Per què, el grup Warumo és realment fort! ?
- Episodi 134 - Guerrer de la tribu Darumi. Kinta! ?
- Episodi 135 - Kaitoh Papan
- Episodi 136 - El rei Mirmo
- Episodi 137 - És realment el rei Mirmo! ?
- Episodi 138 - Viatge a l'Oest
- Episodi 139 - El secret de Tako
- Capítol 140 - Coneix TV Ninja!
- Episodi 141 - Murumo i el nadó volador
- Episodi 142 - Ho sóc, Shinigami!
- Episodi 143 - FD C VS KT C
- Episodi 144 - El grup Warumo s’ha enamorat
- Episodi 145 - L'últim cristall
- Capítol 146 - Xoc! Els set judicis
- Episodi 147 - Kako de Tako
- Episodi 148 - Terra de Cristall
- Episodi 149 - Forat d'Azase!
- Episodi 150 - Per sempre, Kumocho

#### Temporada 4
- Episodi 151 - Separació, reunió, un nou període escolar
- Episodi 152 - Botiga de l'amor en disputa
- Episodi 153 - Ensenya'm les forces de l'amor
- Episodi 154 - Sóc Panta!
- Episodi 155 - Vaga negra de l'estómac
- Episodi 156 - Amor a l'espígol
- Episodi 157 - Love of Lavender (Edició Muglox)
- Episodi 158 - El primer amor de Kikuki-kun! ?
- Episodi 159 - L'arribada de Tako i Panta!
- Episodi 160: contraatac del bambú de pi
- Capítol 161 - Un gran conflicte confús. Chick Wars
- Capítol 162 - És la radiografia! El grup Warumo!
- Capítol 163 - Mètode per dibuixar un manga de comèdia!
- Capítol 164 - És la celebració de l'estiu! La gran batalla decisiva!
- Episodi 165 - Sumita VS Kikuki-kun! Batalla de l'amor!
- Episodi 166 - La tempesta de l'amor que s’enfosa . .
- Episodi 167 - L'augment de l'amor tremolant!
- Capítol 168 - Treballa més, Kaede Minami.
- Capítol 169 - Rescue Panta!
- Capítol 170 - Decisió de cadascun!
- Episodi 171 - El desig de Kaede, el permís de Mirumo!
- Episodi 172 - Permet a tots Mirumo De Pon! ! ! (Final)

### Música
S'han publicat tretze bandes sonores de CD i recopilacions de cançons de personatges per a la sèrie Mirmo. Un va ser llançat per Toshiba-EMI, quatre per Tri-M i la resta per Konami. A més, Konami va llançar dos CD de drama per a Mirumo .

### Videojocs
Set Mirumo videojocs s'han creat i publicat per Konami en una varietat de plataformes.
- "Wagagama Fairy Mirumo de Pon! - The Legend of Golden Maracas "(llançat el maig de 2002, Game Boy Advance Use)
- "Wagagama Fairy Mirumo de Pon! - The Mirumo goes Magic School "(llançat el març del 2003, PlayStation Use)
- "Wagagama Fairy Mirumo de Pon! - The Knight Soldiers "(llançat el setembre de 2003, Game Boy Advance Use)
- "Wagagama Fairy Mirumo de Pon! - The 8Man's Fairy "(llançat el desembre de 2003, Game Boy Advance Use)
- "Wagagama Fairy Mirumo de Pon! - El somni del pastís "(llançat el juliol de 2004, Game Boy Advance Use)
- "Wagagama Fairy Mirumo de Pon! - The Kagi and Tobira "(llançat el desembre de 2004, Game Boy Advance Use)
- "Wagagama Fairy Mirumo de Pon! - The Dokidoki Memoreal Panic "(llançat el setembre de 2005, Game Boy Advance Use)

## Recepció
El manga va rebre el premi Kodansha Manga 2003 i el premi Shogakukan Manga 2004 per al manga infantil.